# عدد ترتيبي
العدد الترتيبي هو عدد يُرتّب كل مدخل في مجموعة حسب موقعها ضمن المدخلات الأخرى. فعلى سبيل المثال: إذا كان س أكبر من ص، وص أكبر من ع، وع أكبر ن، فإن المقياس الترتيبي لهذه المجموعة {س، ص، ع، ن} هو:
1. س
2. ص
3. ع
4. ن

ويمكن أن تستخدم الكلمات في الوصف أيضًا، كتصنيف المدخل على أنه «جيد» أو «مقبول» أو «سيئ». ومن الأمثلة على المقياس الترتيبي هو مقياس موس لقياس صلابة المواد.
وفي الرياضيات فإن الأعداد الترتيبية تعتبر امتدادًا للأعداد الطبيعية وذلك لأخذ المتتاليات اللانهائية، والتي وضعها جورج كانتور، بعين الاعتبار.